# Nubanchre
Nubanchre (auch Nub-anch-Re oder Nebu-anch-Re) wird von Teilen der Forschung als ein altägyptischer König (Pharao) der Zweiten Zwischenzeit angesehen.
Der Thronname dieses Königs ist nur auf einem Skarabäus belegt. Jürgen von Beckerath ordnet ihn der 16. Dynastie zu und sieht in ihm einen Vasallen der Hyksos. Der Skarabäus zeigt allerdings keine Anzeichen königlicher Symbolik. Der Name ist nicht in einer Kartusche geschrieben und wird auch nicht von königlichen Titeln eingeleitet. Kim Ryholt untersuchte diese Art von Siegel und kam zum Schluss, dass es sich um keine Könige handelt, sondern um Skarabäen mit diversen heiligen Zeichen (hier: Gold, Leben, Ra), die als Amulette produziert wurden.